# RIAS Kammerchor
Der RIAS Kammerchor ist ein professioneller Berliner Kammerchor von überregionaler Bekanntheit. Er ist unter dem Dach der Trägergesellschaft Rundfunk-Orchester und -Chöre gGmbH Berlin organisiert.

## Geschichte
Der RIAS Kammerchor wurde im Jahr 1948 als Rundfunkchor des RIAS gegründet. Eine seiner wichtigsten Bestimmungen sollte die Förderung der zeitgenössischen Musik sein. Er führte neben dem Standardrepertoire für Kammerchöre wiederholt Werke zahlreicher zeitgenössischer Komponisten auf. Einige Komponisten kreierten Werke eigens für diesen Chor. Zahlreiche Kompositionen erlebten durch ihn ihre Ur- oder deutsche Erstaufführung. In den 18 Jahren der Leitung unter Günther Arndt nahm der Chor mit dem auf Schallplatten zeitweise als Günther Arndt-Chor bezeichneten Chor zudem bereits zahlreiche Schallplattenaufnahmen mit bekannten Sängern, wie zum Beispiel Rudolf Schock auf.
Für seine musikalischen Verdienste erhielt das Ensemble zahlreiche internationale Ehrungen und Auszeichnungen: So wurde dem Chor 2008 zum dritten Mal in Folge der ECHO Klassik verliehen. Die britische Fachzeitschrift Grammophone wählte 2010 den RIAS Kammerchor unter die zehn besten Chöre der Welt. 2013 erhielt dieser den Ehrenpreis Nachtigall der Jury des Preises der deutschen Schallplattenkritik. Die bei Harmonia Mundi France erschienene CD Magnificat wurde 2014 mit dem Vierteljahrespreis des Preises der deutschen Schallplattenkritik ausgezeichnet, nachdem sie als Editor’s Choice des britischen Musikmagazins Grammophone und als Choix von Fance Musique ausgewählt wurde. Der Chor erhielt 2014 den ECHO Klassik in der Kategorie „Chorwerkeinspielung des Jahres“ und in der Kategorie „Audiophile Mehrkanaleinspielung des Jahres“ mit der Akademie für Alte Musik Berlin unter Leitung von René Jacobs für Johann Sebastian Bachs Matthäus-Passion.

## Chefdirigenten
- 1948–1954: Herbert Froitzheim
- 1954–1972: Günther Arndt
- 1972–1986: Uwe Gronostay
- 1987–2003: Marcus Creed
- 2003–2006: Daniel Reuss
- 2007–2015: Hans-Christoph Rademann
- 2015–2016 Conductor in Residence: Rinaldo Alessandrini
- seit Saison 2017/18: Justin Doyle[3]